# ماتسودایرا ناریتسوگو (ارباب قلمروی فوکویی)
ماتسودایرا ناریتسوگو (به ژاپنی: 松平斉承 まつだいら なりつぐ Matsudaira Naritsugu)؛ ۵ مارس ۱۸۱۱ – ۲۷ ژوئیهٔ ۱۸۳۵) چهاردهمین دایمیو قلمرو فوکویی در دوره ادو، شوگون‌سالاری توکوگاوا در ولایت اچیزن و اهل ژاپن بود.
ناریتسوگو در فوکوئی (شهر) به عنوان سومین پسر ماتسودایرا هارویوشی به دنیا آمد. مادر ناریتسوگو اصالتی پست داشت، فرمانروای بعدی ماتسودایرا یوشیناگا از او مراقبت می‌کرد که او را یک دختر چایخانه توصیف کرده است. نام کودکی او «جینوسوکه» (仁之助) بود. در سال ۱۸۱۷، او با آساهیمه، دختر شوگون توکوگاوا ایه‌ناری نامزد کرد و این زوج در سال ۱۸۱۹ به‌طور رسمی ازدواج کردند.
او از سال ۱۸۲۷، فرمان صرفه‌جویی پنج ساله صادر کرد و در سال ۱۸۲۹، در تلاشی برای بازسازی امور مالی قلمرو، مقرری خراجگزاران خود را به مدت هفت سال به نصف کاهش داد. با این حال، او نیز مانند پدربزرگ و پدرش، میل شدیدی به اسراف و تجمل داشت و با ساختن کاخی مجلل در دژ اصلی قلعه فوکویی، وضعیت مالی قلمرو را بدتر کرد. علاوه بر این، افزایش قیمت برنج و بیماری‌های همه‌گیر (آبله) نیز به رنج مردم این منطقه دامن زد.
او در ادو ژوئیه ۱۸۳۵ در سن ۲۵ سالگی درگذشت. گفته می‌شود علت مرگ اسهال بوده است.